# Abu-l-Fat·h Alí ibn Muhàmmad
Abu-l-Fat·h Alí ibn Muhàmmad (947/948 - 977) fou gran visir buwàyhida, fill i successor d'Abu-l-Fadl Muhàmmad ibn al-Hussayn ibn Muhàmmad. Acompanyava el seu pare a la campanya contra Hassanwayh quan va morir el 8 de desembre del 970. Era un demagog i gastava innecessàriament.
Rukn-ad-Dawla li va donar el càrrec de visir. El 974 Àdud-ad-Dawla va convèncer el seu pare Rukn-ad-Dawla, que era el degà de la família i que governava al Jibal, de fer una expedició en ajut d'Izz-ad-Dawla Bakhtiyar de l'Iraq amb les tropes pròpies i algunes que hi va enviar Rukn-ad-Dawla des de Rayy, dirigides per Abu-l-Fat·h Alí. No obstant, Àdud-ad-Dawla, amb el suport d'Abu-l-Fat·h Alí (a qui es va prometre que seria visir de l'Iraq) va retardar tant com va poder la intervenció a l'espera que Bakhtiyar estigués a punt de ser derrotat; llavors va actuar, va derrotar els rebels (30 de gener del 975) i va entrar a Bagdad el 31 de gener del 975. Al cap de dos mesos, sota pressió, Bakhtiyar va abdicar (12 de març de 975). Abu-l-Fat·h Alí fou enviat a comunicar les notícies a Rukn-ad-Dawla, però l'actuació del visir i el seu fill va molestar tant el degà buwàyhida que va obligar el seu fill a restablir Bakhtiyar. Mentre, Abu-l-Fat·h Alí va retornar a Bagdad on va viure amb luxe (i va guanyar una gran fortuna) per un temps i va millorar les relacions amb Izz-ad-Dawla Bakhtiyar i amb el visir d'aquest Ibn Bakiyya, i va rebre del califa el làqab de Dhu-l-kifayatayn.
Encara que Àdud-ad-Dawla va obeir, el seu pare, pel disgust que va tenir, es va posar malalt i va morir el 16 de setembre del 976. Abu-l-Fat·h Alí havia retornat a Rayy on va restar i va intentar apartar o eliminar el conseller de Muàyyid-ad-Dawla, germà d'Àdud-ad-Dawla, Ibn Abbad. Finalment Àdud-ad-Dawla, sobirà de Muàyyid, va ordenar la seva detenció i fou torturat i mort (977).